# Die Piraten von Penzance
The Pirates of Penzance, or The Slave of Duty ist eine Operette (engl. comic opera) in zwei Akten. Die Musik stammt von Arthur Sullivan und das Libretto von W. S. Gilbert.
Die Operette wurde zur Sicherung des britischen Urheberrechts im Vereinigten Königreich am 30. Dezember 1879 im Royal Bijou Theatre in Paignton (Grafschaft Devon, England), als einmalige Vorstellung, uraufgeführt. Die Broadway-Premiere erfolgte einen Tag später, am 31. Dezember 1879 im Fifth Avenue Theatre. Die Londoner Premiere war am 3. April 1880 an der Opera Comique. Dort erlebte das Stück 363 Vorstellungen.
Die Piraten von Penzance gehört zu den noch heute meistgespielten Stücken und wird häufig musikalisch zitiert. Von den vielen Wiederaufführungen am Broadway war die Inszenierung des Jahres 1981 mit 787 Vorstellungen die erfolgreichste.

## Inhalt

### Erster Akt
An der Küste von Cornwall, zur Zeit Königin Victorias, feiert Frederic inmitten der Piraten die Vollendung seines 21. Lebensjahres und damit das scheinbare Ende seiner Lehrzeit. Der Piratenkönig nimmt Frederic als vollwertigen Piraten in die Mannschaft auf, aber dieser erklärt, er wolle die Piraten nun verlassen und in die Zivilisation zurückkehren. (Pour, oh Pour the Pirate Sherry) Ruth, Mädchen für alles bei den Piraten, erscheint und erzählt, dass sie einst – als Frederics Kindermädchen – einen (Hör-)Fehler begangen hatte, als sie den Knaben auf Anweisung seines Vaters zu den Piraten (statt zu einem „Piloten, Lotsen“) brachte. (When Frederic Was a Little Lad)
Frederic erklärt, dass er, wenn er die Piraten verlässt, gezwungen sein wird, gegen die Piraten vorzugehen. Er weist auch darauf hin, dass sie nicht besonders erfolgreiche Piraten seien, da sie, weil sie selbst Waisen sind, stets Waisen unter ihren Opfern verschonen und in letzter Zeit nur noch auf von angeblichen Waisen bevölkerte Schiffe gestoßen sind. Frederic bittet die Piraten, die Piraterie aufzugeben und mit ihm zu kommen. Der Piratenkönig lehnt das ab und entgegnet, dass, verglichen mit dem sogenannten „ehrbaren Leben“, Piraterie vergleichsweise ehrlich sei. (Oh, Better Far to Live and Die)
Frederic und Ruth verlassen nun das Schiff und betreten die Küste. Frederic bemerkt eine sich nähernde Gruppe von jungen Mädchen – die ersten Mädchen, die er überhaupt sieht – und versteckt sich, bevor die Mädchen ankommen. (Oh, False One, You Have Deceived Me! von Frederic und Climbing Over Rocky Mountain von den Mädchen)
Als er sich endlich zeigt, bittet er die jungen Damen um ihre Hilfe. (Stop, Ladies, Pray und Oh, Is There Not One Maiden Breast) Aber diese haben Angst. Nur eine von ihnen, Mabel, ist bereit zu helfen und tadelt ihre Schwestern für ihren Mangel an Hilfsbereitschaft. (Poor Wandering One!) Frederic und Mabel verlieben sich. Die anderen Mädchen überlegen, ob sie die beiden belauschen oder sie lieber allein lassen sollen. (What Ought We to Do) Schließlich kommen sie überein, die beiden allein zu lassen, aber im Auge zu behalten. (How Beautifully Blue the Sky)
Frederic warnt die Mädchen vor den Piraten in der Nähe, aber bevor sie fliehen können, sind die Piraten bereits da und ergreifen alle. (Stay, We Must Not Lose Our Senses und Here’s a First Rate Opportunity to get married with impunity) Ex-Pirat Frederic kann nicht vermitteln. Mabel warnt die Piraten, dass der Vater der Mädchen ein General sei. (Hold, Monsters!) Dieser kommt auch sofort, stellt sich vor und appelliert an die berühmten Piraten von Penzance, die Mädchen freizulassen, weil er alt sei und sonst ganz allein – außerdem sei er ein Waisenkind. (I Am the Very Model of a Modern Major-General und Oh, Men of Dark and Dismal Fate) Die weichherzigen Piraten geben nach und nehmen General Stanley und seine Töchter als Ehrenmitglieder auf.

### Zweiter Akt
Der General sitzt in einer zerstörten Kapelle auf seinem Anwesen Tremorden Castle, umgeben von seinen Töchtern. Sein Gewissen leidet unter der Lüge, die er den Piraten erzählt hat, und die Mädchen versuchen, ihn zu trösten. (Oh, Dry the Glistening Tear) Ein Sergeant der Polizei und dessen Korps kommen und erklären ihre Bereitschaft, die Piraten endlich festzunehmen. Die Mädchen sind hellauf begeistert und äußern laut ihre Bewunderung für die Polizisten, die vermutlich jetzt in den Händen von harten und erbarmungslosen Feinden den Heldentod sterben und damit quasi unsterblich werden. (Then Frederic, Let Your Escort Lion-hearted und When the Foeman Bares His Steel) Die Polizisten sind dadurch doch sehr verunsichert, ziehen aber wie befohlen los.
Allein gelassen ist Frederic unsicher, was er nun tun soll. Der Piratenkönig und Ruth kommen (Now for the Pirate’s Lair!) und Frederic erfährt zu seinem Erstaunen, dass seine Lehrzeit bei den Piraten bis zu seinem 21. Geburtstag währt. Nun hat er zwar bereits 21 Lebensjahre vollendet, aber da er am 29. Februar, also in einem Schaltjahr, geboren wurde, ist er strenggenommen erst 5¼ Jahre alt und damit ist das Ende seiner Lehrzeit noch lange nicht in Sicht. (When You Had Left Our Pirate Fold, auch A Paradox) Frederic akzeptiert diese Rechnung schweren Herzens. Als wieder-verpflichteter Pirat ist es nun seine Piratenpflicht zu gestehen, dass er wusste, dass der General keineswegs eine Waise ist – und niemals eine war. (Hier wird in manchen Inszenierungen eine Version von My eyes are fully open aus der Operette Ruddigore gespielt.) Die wütenden Piraten beschließen, sich zu rächen. (Away, Away! My Heart’s on Fire!, manchmal ergänzt durch Duty, duty must be done)
Frederic trifft noch einmal auf Mabel und berichtet ihr von seiner Piratenpflicht. (All Is Prepared) Sie versucht ihn zum Bleiben zu bewegen, aber er erklärt, dass er seine Pflicht erfüllen und bis zu seinem 21. Geburtstag (irgendwann in den 1940ern!) bei den Piraten bleiben muss. Er verspricht ihr, dann sofort zu ihr zurückzukehren und sie schwören einander Treue. (Stay, Frederic, Stay!) Dann kehrt er um und geht zu den Piraten. Mabel spricht sich selbst Mut zu (No, I Am Brave!) und erzählt der eintreffenden Polizei, dass Frederic wieder bei den Piraten sei und sie nun ihre Pflicht tun müssten, genau wie Frederic seine Pflicht tut und sie auch. (Sergeant, Approach!) Als die Piraten sich dem Haus nähern, stellen die Polizisten eine Falle und verstecken sich in der Nähe. (When a Felon’s Not Engaged in His Employment)
Die Piraten samt Frederic treffen ein und bewaffnen sich für den Kampf um das Haus des Generals. (A Rollicking Band of Pirates We und With Cat-like Tread, upon our prey we steal) Als der General erscheint, der wegen seines schlechten Gewissens nicht schlafen konnte, verstecken sich die Piraten ebenfalls. Seine Töchter suchen und finden den General und versuchen ihn zu beruhigen. (Hush, Hush! Not a Word und Sighing Softly to the River) Die Piraten setzen zum Angriff an – Frederic kann nichts dagegen tun – und die Polizei eilt zur Verteidigung. Ein Kampf entbrennt. Die Piraten siegen und der Piratenkönig fordert den gefangenen General auf, sich auf den Tod vorzubereiten. Der unterlegene Polizeisergeant spielt seinen letzten Trumpf aus und verlangt, dass die Piraten ihre Beute „im Namen Queen Victorias“ übergeben. Die Piraten – als loyale und liebende Untertanen – gehorchen. Die Polizei will die Piraten nun abführen, aber Ruth erscheint und erklärt, die Piraten seien „all noblemen who have gone wrong“ („Edelleute, die auf Abwege geraten sind“). Der General ist schwer beeindruckt und verzeiht ihnen. Frederic und Mabel sind wieder vereint – und der General ist glücklich, seine Tochter mit dem edelsten der Piraten zu verheiraten. (Finale)

## Reihenfolge der Musikstücke
Einspielung: D’Oyly Carte Opera Company und The New Symphony Orchestra of London unter der Leitung von Isidore Godfrey (1957)

### Erster Akt
- Ouvertüre
- 1. Pour, oh Pour the Pirate Sherry (Samuel und Piraten)
- 2. When Frederic Was a Little Lad (Ruth)
- 3. Oh, Better Far to Live and Die (Piratenkönig und Piraten)
- 4. Oh, False One, You Have Deceived Me! (Frederic und Ruth)
- 5. Climbing Over Rocky Mountain (Edith und Kathe, Mädchen)
- 6. Stop, Ladies, Pray (Frederic, Edith, Kathe und Mädchen)
- 7. Oh, Is There Not One Maiden Breast (Frederic, Mabel und Mädchen)
- 8. Poor Wandering One! (Mabel und Mädchen)
- 9. What Ought We to Do (Edith, Kathe und Mädchen)
- 10. How Beautifully Blue the Sky (Mabel, Frederic und Mädchen)
- 11. Stay, We Must Not Lose Our Senses (Frederic, Piraten und Mädchen)
- 11a. Here’s a First Rate Opportunity to get married with impunity (Piraten und Mädchen)
- 12. Hold, Monsters! (Mabel, Major-General Stanley, Samuel, Piraten und Mädchen)
- 13. I Am the Very Model of a Modern Major-General (Major-General, Piraten und Mädchen); (Patter song)
- 14. Oh, Men of Dark and Dismal Fate (Major-General und Ensemble)

### Zweiter Akt
- 15. Oh, Dry the Glistening Tear (Mabel und Mädchen)
- 16. Then Frederic, Let Your Escort Lion-hearted (Frederic und Major-General)
- 17. When the Foeman Bares His Steel (Mabel, Edith, Sergeant, Major-General, Polizisten und Mädchen)
- 18. Now for the Pirate’s Lair! (Frederic, Ruth und der Piratenkönig)
- 19. When You Had Left Our Pirate Fold (Ruth, Frederic und der Piratenkönig)
- 20. Away, Away! My Heart’s on Fire! (Ruth, Frederic und der Piratenkönig)
- 21. All Is Prepared (Mabel und Frederic)
- 22. Stay, Frederic, Stay! (Mabel und Frederic)
- 23. No, I Am Brave! (Mabel, Sergeant und Polizisten)
- 23a. Sergeant, Approach! (Mabel, Sergeant und Polizisten)
- 24. When a Felon’s Not Engaged in His Employment (Sergeant und Polizisten)
- 25. A Rollicking Band of Pirates We (Sergeant, Polizisten und Piraten)
- 26. With Cat-like Tread, upon our prey we steal (Samuel, Polizisten und Piraten)
- 27. Hush, Hush! Not a Word (Frederic, Major-General Stanley, Polizisten und Piraten)
- 28. Sighing Softly to the River (Major-General und Ensemble)
- 29. Finale

In aktuellen Inszenierungen sind im zweiten Akt gelegentlich Lieder aus anderen Gilbert & Sullivan-Operetten eingefügt, My Eyes Are Fully Open oder Duty, duty muss be done aus Ruddigore und Sorry Her Lot aus H.M.S. Pinafore.

## Verfilmungen
Neben Aufzeichnungen verschiedener Bühnenfassungen existiert auch ein 1983 gedrehter Film mit Kevin Kline in der Rolle des Piratenkönigs und Angela Lansbury als Ruth.
Eine Fassung mit einer Auswahl von Musikstücken aus der Operette, einigen neuen Stücken sowie einer modernen Rahmenhandlung wurde mit dem australischen Film Pirate Movie von 1982 vorgelegt.

## Trivia
Vorbild für die Figur des Major-General Stanley war der britische General Wolseley.
Der Titel des Stücks With Catlike Tread ist im englischen Sprachraum zum geflügelten Wort geworden und wird immer dann gebraucht, wenn jemand sich eigentlich leise anschleichen will, aber dabei sehr laut vorgeht und trotzdem nicht bemerkt wird.

## Weitere Adaptionen
Nr. 13 kommt in der Sprache der Minions im Film Ich – Einfach unverbesserlich 3 als „Papa Mama Loca Pipa“ vor.
Der Mittelteil von Stay, Frederic, Stay! (Nr. 22) (Ah, leave me not to pine) wurde 1997 von Debbie Wiseman für die musikalische Untermalung des Films Oscar Wilde verwendet.
In der Episode Die Piraten von Midsomer (OT For Death Prepare) aus der Reihe Inspector Barnaby kommen die Opfer aus dem Umkreis einer Theatertruppe, die dieses Stück zur Aufführung bringen möchte.